# Rodolfo Cerrón Palomino

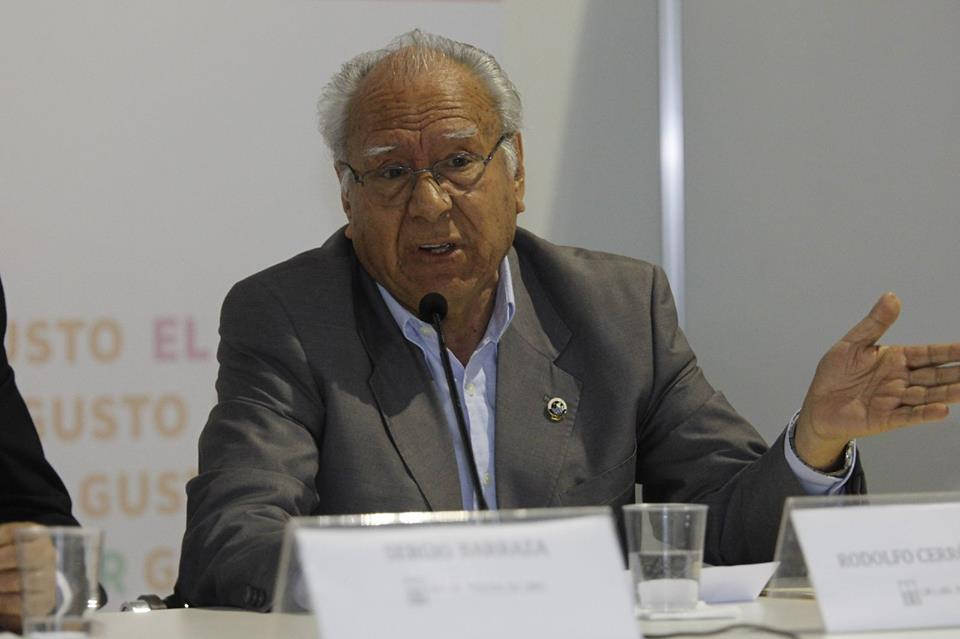
Rodolfo Cerrón Palomino (2015)

Rodolfo Cerrón Palomino (* 1940 im Distrikt Chongos Bajo, damals Provinz Huancayo, heute Provinz Chupaca, Region Junín, Peru) ist ein peruanischer Linguist mit entscheidenden Beiträgen zu Erforschung und Weiterentwicklung des Quechua.

## Leben
Neben dem Wanka-Quechua seiner Herkunftsregion spricht er weitere Varianten des Quechua. Er studierte von 1960 bis 1965 an der Universidad Nacional Mayor de San Marcos in Lima, wo er 1973 auch promoviert wurde.
Neben dem Quechua galten seine Forschungen auch dem Aymara und dem Mochica. Er erarbeitete im Auftrag des peruanischen Bildungsministeriums als erster ein Wörterbuch des Wanka-Quechua, das 1976 veröffentlicht wurde. Er setzte sich sehr für den Erhalt und die Weiterentwicklung aller regionalen Varianten des Quechua ein. 1994 veröffentlichte er ein Wörterbuch des Südlichen Quechua, in dem er einen einheitlichen Rechtschreibstandard für sämtliche Quechua-Mundarten Südperus, Boliviens und Argentiniens vorschlägt. Dieser Standard wird inzwischen von vielen Institutionen Perus akzeptiert und in Bolivien amtlich für das Quechua verwendet.
Cerrón wurde 1998 Dozent an der Pontificia Universidad Católica del Perú in Lima.
Anfang 2016 äußerte sich Cerrón bei einem Vortrag in Puno äußerst pessimistisch über die Zukunft der indigenen Sprachen des Andenraums. Er bezeichnete die interkulturelle zweisprachige Erziehung in Peru und den Nachbarländern als „Farce“ und sagte ein Aussterben des Quechua und Aymara mit der nächsten Generation innerhalb der kommenden vierzig Jahre voraus, wogegen es auf Grund der sehr starken sozialen Prozesse keine Abhilfe gäbe. Diese Vorhersagen stehen in einer Linie mit seinen Feststellungen über das Verschwinden des Wanka-Quechua im Mantaro-Tal im 20. Jahrhundert, wie er es 1989 in Lengua y sociedad en el Valle del Mantaro beschreibt (vgl. auch dortigen Abschnitt Yalpatrakuy / Testimonio). Er löste damit einige Verärgerung und Widerspruch von Linguisten im peruanischen Bildungswesen aus, die für die interkulturelle zweisprachige Erziehung arbeiten.

## Publikationen
- 1976 Diccionario Quechua de Junín-Huanca [- Castellano y vice versa]. Ministerio de educación del Perú
- 1987 Lingüística Quechua. Cuzco, Perú: Bartolomé de Las Casas
- 1987 Unidad y diferenciación lingüística en el mundo andino. Lexis, 11: 1, pp. 71-010-t. También en López, Luis Enrique (Comp.): Pesquisas en lingüística andina. Lima: Gráfica Bellido, pp. 121-152.
- 1987 Lengua y sociedad en el Valle del Mantaro. Primera parte: Quechua fronterizo. AMERINDIA N° 12.
- 1989a Quechua y mochica: lenguas en contacto. Lexis, 13: 1, pp. 47-68.
- 1989b Lengua y sociedad en el Valle del Mantaro. Lima: Instituto de Estudios Peruanos.
- 1990 Reconsideración del llamado quechua costeño. Revista Andina, 16: 2, pp. 335-409.
- 1991 El Inca Garcilaso o la lealtad idiomática. Lexis, 1.5: 2, pp. 133-178.
- 1992 Diversidad y unificación léxica en el mundo andino. En Godenzzi, Juan Carlos (Comp.): El quechua en debate: ideología normal y enseñanza. Cuzco: C.E.R.A. "Bartolomé de Las Casas", pp. 205-235.
- 1993 Los fragmentos de Gramática del Inca Garcilaso. Lexis, 17: 2, pp. 219-257.
- 1994 Quechua sureño, diccionario unificado quechua-castellano, castellano-quechua. Lima, Biblioteca Nacional del Perú.
- 1995 La lengua de Naimlap (reconstrucción y obsolescencia del mochica). Lima: Fondo editorial de la PUC.
- 1996 El Nebrija indiano". Prólogo a la edición de la Grammatica de Fray Domingo de Santo Tomás, Cuzco: C.E.R.A. "Bartolomé de las Casas.
- 1998 El cantar de Inca Yupanqui y la lengua secreta de los incas. Revista Andina, 32, pp. 417-452.
- 1998 Vocabulario políglota incaico. Quechua, aimara, castellano. Edición revisada y estandardizada. Ministerio de Educación, Peru, Lima [1905]. Autoren: Edith Pineda Bernuy (Cuzco), Haydée Rosales Alvarado (Ayacucho), Serafín M. Coronel-Molina (Junín), Víctor Reyes Padilla (Ancash), Felipe Huayhua Pari (Puno:  Aymara). 574 Seiten. Neuauflage von:
  - Vocabulario políglota incaico, comprende más de 12 000 voces castellanas y 100 000 de keshua del Cuzco, Ayacucho, Junín, Ancash y Aymará. Tipología del Colegio de propaganda fide del Perú, Lima 1905.
- 1999 Tras las huellas del aimara cuzqueño. Revista Andina, 33, pp. 137-161.
- 2000 Lingüística aimara Cuzco: C.E.R.A. "Bartolomé de Las Casas".
- 2009: Chipaya. In: Mily Crevels y Pieter Muysken (Hrsg.): Lenguas de Bolivia, tomo I Ámbito andino, S. 29–77. Plural editores, La Paz.
- 2011, mit Enrique Ballón: Chipaya: Léxico y Etnotaxonomía. Fondo Editorial de la PUCP, Lima. ISBN 978-9-9724-2969-9
- 2018: El Chipaya: caso único de reversión idiomática en el mundo. Indiana 35.1 (2018), S. 121–138.